# 棕颈鹰
棕颈鹰（Accipiter rufitorques），又名斐济鹰，鹰科中的一种猛禽，曾一度被认为与澳大利亚和新喀里多尼亚的褐鹰同种。 但棕颈鹰是斐济的特有种，生活于维提岛、瓦努阿岛、塔韦乌尼岛、坎达武岛、恩高岛和奥瓦劳岛上。其栖息范围很大，从雨林，椰子种植园到城市公园的树上都可见。
棕颈鹰身长30-40厘米，在鹰属中算是中等身型。其是两性异形的鸟类，雌性的身型比雄性要大。其脚和尾部都很长，全身被羽毛覆盖，头、背、尾和翼都呈灰色，而胸腹和颈部侧为暗粉红色。幼子的毛色与成年不同，通体为棕色，胸脯有许多条纹。
棕颈鹰以鸟类为食，如鸽子，还有昆虫、啮齿类动物和爬行类动物。有纪录指棕颈鹰也会捕食长臂虾科的淡水大虾，和淡水鱼。总言之，棕颈鹰既会捕食鱼类也会捕食鸟类。其会通过慢速，不动声色的滑翔来捕捉猎物，或会用双翼快速拍打攻击。猎物也会跑入荫蔽的地方躲起来，然而棕颈鹰会不断地进攻以试图赶出躲藏着的猎物。
棕颈鹰是一种季节性繁殖动物，繁殖期为每年的7月至12月。雌性一般于9-12月下蛋。鸟巢主要由树脂构成，位于活树上。一般情况下，一窝蛋为2-3只（偶见4只），然而只有两只幼雏能长大并飞翔。
虽然棕颈鹰现在被认为是斐济的特有种，但在汤加的埃瓦岛曾发现与其同物种的化石。棕颈鹰也曾在斐济的Lau岛出现过。